# Peter Grünberg
Peter Andreas Grünberg (ur. 18 maja 1939 w Pilźnie, zm. 7 kwietnia 2018 w Jülich) – niemiecki fizyk, noblista. Współodkrywca efektu gigantycznego magnetooporu, dzięki któremu możliwa stała się miniaturyzacja dysków twardych.

## Życiorys
Studia pierwszego stopnia ukończył w 1962 na Uniwersytecie we Frankfurcie nad Menem. Magisterium otrzymał w 1966 na Technische Universität Darmstadt. Doktorat obronił na tej samej uczelni w 1969. Od 1972 do przejścia na emeryturę w 2004 był pracownikiem badawczym w Helmholtz-Gemeinschaft Deutscher Forschungszentren. Za dokonane odkrycie w 2007 wraz z Albertem Fertem roku otrzymał Nagrodę Nobla w dziedzinie fizyki.